# Nouvelles d'Arménie Magazine
Nouvelles d'Arménie Magazine ou simplement Nouvelles d'Arménie est un journal d'information en français de la diaspora arménienne en France, dont la publication a commencé en mars 1995 à Paris.

## Histoire
Nouvelles d'Arménie Magazine est fondé dans les années 1990 par Ara et Valérie Toranian. Ara Toranian en est depuis le rédacteur en chef,.
En 2011, le magazine est tiré à 12 000 exemplaires chaque mois.
Dans les années 2010, NAM collabore régulièrement avec Vincent Duclert, historien spécialiste des génocides, au sujet du génocide arménien.
Entre le 22 mars et le 11 juillet 2021, le magazine est, aux côtés de la ville de Drancy, France Télévisions, Toute l'Histoire, la Bibliothèque Nubar, l'école Tebrotzassère, les archives nationales d'Arménie et le Musée arménien de France, partenaire de l'exposition « Le Génocide des Arméniens de l’Empire ottoman » du Mémorial de la Shoah.

## Autres aspects
- Il existe une association de soutien à Nouvelles d'Arménie Magazine.
- En 2019, les locaux du journal sont cambriolés[7].